# جورج غارنييه
جورج غارنييه (بالفرنسية: Georges Garnier )‏ (و. 1878 – 1936 م) هو لاعب كرة قدم، ومنافس ألعاب قوى، من فرنسا، ولد في فرنسا، شارك في الألعاب الأولمبية الصيفية 1900، يلعب كمهاجم، توفي عن عمر يناهز 58 عاماً.

## روابط خارجية
- جورج غارنييه على موقع قاعدة بيانات كرة القدم.إي يو (الإنجليزية)
- جورج غارنييه على موقع ليكيب (الفرنسية)
- جورج غارنييه على موقع ناشيونال فوتبول تيمز (الإنجليزية)
- جورج غارنييه على موقع اللجنة الأولمبية الدولية (الإنجليزية)
- جورج غارنييه على موقع أوليمبيديا (الإنجليزية)